# ホナタン・ペレイラ
ホナタン・ペレイラ・ロドリゲス（Jonathan Pereira Rodríguez、1987年5月12日 - ）は、スペイン・ガリシア州ビーゴ出身の元サッカー選手。現役時代のポジションはFW。

## 経歴

### ビジャレアル
ビジャレアルCFの下部組織出身であり、2004-05シーズンにはセグンダ・ディビシオンB（3部）のビジャレアルCF B（3部）で30得点を、2005-06シーズンは21得点を挙げた。2006年10月21日、レバンテUD戦で途中出場してトップチームデビューし、出場後2分で初得点を挙げた。2006-07シーズンはリーグ戦4試合に出場した。
2007-08シーズンにはセグンダ・ディビシオン（2部）のラシン・フェロルにレンタル移籍し、背番号10を与えられて11得点を記録したが、ガリシア州のクラブはセグンダ・ディビシオンBに降格した。2008年7月にビジャレアルCFに復帰し、2013年までの契約延長を果たしたが、2008-09シーズンはプリメーラ・ディビシオン（1部）のラシン・サンタンデールにレンタル移籍した。9月13日、カンプ・ノウで行われたFCバルセロナ戦(1-1)で77分に同点ゴールを決めた。同シーズンは途中出場が多かったが充実したシーズンを送り、リーグ戦では32試合に出場して5得点を挙げたほか、UEFAカップでは5試合に出場して2得点した。U-17スペイン代表、U-20スペイン代表の経験があり、2009年にはU-21スペイン代表に初選出されて3試合に出場した。同年夏にビジャレアルCFに復帰し、プレシーズンマッチでは7得点を挙げたが、2009-10シーズン前半戦はほとんど出場機会がなかった。

### ベティス
2010年1月中旬にセグンダ・ディビシオンのレアル・ベティスと5年契約を結んだ。1月31日のコルドバCF戦 (1-0) でデビューし、移籍後初得点となる決勝点を挙げた。

### ビジャレアル（2度目）
2013年1月、セグンダ・ディビシオンのビジャレアルに移籍した。2015年1月1日、セグンダ・ディビシオンのレアル・バリャドリードにシーズン終了まで期限付き移籍することが決定した。

## 所属クラブ
- 2004-2007  ビジャレアルCF B
- 2006-2010  ビジャレアルCF

→2007-2008  ラシン・フェロル (loan)
→2008-2009  ラシン・サンタンデール (loan)
- 2010-2012  レアル・ベティス
- 2013-2015  ビジャレアルCF

→2014  ラージョ・バジェカーノ (loan)
→2015  レアル・バリャドリード (loan)
- 2015-2016  CDルーゴ
- 2016-2017  レアル・オビエド
- 2017-2019  ADアルコルコン
- 2019-2021  ジムナスティック・タラゴナ

## 個人成績
| クラブ成績 | クラブ成績             | クラブ成績 | リーグ | リーグ | カップ | カップ | 国際大会   | 国際大会   | 通算 | 通算 |
| シーズン   | クラブ                 | リーグ     | 出場   | 得点   | 出場   | 得点   | 出場       | 得点       | 出場 | 得点 |
| スペイン   | スペイン               | スペイン   | リーグ | リーグ | 国王杯 | 国王杯 | ヨーロッパ | ヨーロッパ | 通算 | 通算 |
| ---------- | ---------------------- | ---------- | ------ | ------ | ------ | ------ | ---------- | ---------- | ---- | ---- |
| 2006-07    | ビジャレアルCF B       | テルセーラ |        |        |        |        |            |            |      |      |
| 2006-07    | ビジャレアルCF         | プリメーラ | 4      | 1      | -      | -      | -          | -          | 4    | 1    |
| 2007-08    | ラシン・フェロル       | セグンダ   | 39     | 11     | ?      | ?      | -          | -          | 39   | 11   |
| 2008-09    | ラシン・サンタンデール | プリメーラ | 32     | 5      |        |        | 5          | 2          | 37   | 7    |
| 2009–10    | ビジャレアルCF         | プリメーラ | 6      | 0      |        |        |            |            | 6    | 0    |
| 2009–10    | レアル・ベティス       | セグンダ   | 22     | 9      |        |        |            |            | 22   | 9    |
| 2010-11    | レアル・ベティス       | セグンダ   | 20     | 3      | 2      | 0      |            |            | 22   | 3    |
| 2011-12    | レアル・ベティス       | プリメーラ | 6      | 0      | 1      | 0      |            |            | 7    | 0    |
| 通算       | スペイン               | スペイン   |        |        |        |        |            |            |      |      |
| 総通算     |                        |            |        |        |        |        |            |            |      |      |